# Ecrasita
La ecrasita es un explosivo insensible a la humedad, golpes o fuego. Es una mezcla de sales amoniacales de cresol, fenol y diversos nitrocresoles y nitrofenoles, principalmente trinitrocresol y ácido pícrico.

## Historia y desarrollo
Fue inventada entre 1888 y 1889 por dos ingenieros austriacos, Siersch y Kubin, siendo empleada en el Imperio austrohúngaro como carga explosiva de obuses. Fue patentada en secreto y por un tiempo se desconocía su composición.
La ecrasita es producida mediante la nitratación parcial de una mezcla de cresol y fenol con una mezcla de ácido sulfúrico y ácido nítrico concentrados, neutralizando el producto con amoníaco para producir una sal similar al picrato de amonio.
Es de color amarillo brillante, con una textura cerosa al tacto y se funde a unos 100 °C. Arde sin detonar cuando se le aplica fuego abierto, excepto cuando se encuentra dentro de un recipiente. Es insensible a la fricción. Precisa de un detonador para explotar. Su adopción general fue retrasada por varias explosiones inexplicables mientras era cargada dentro de obuses, probablemente causadas por la creación de inestables sales metálicas de trinitrocresol y/o trinitrofenol cuando el explosivo entraba en contacto con metales o aleaciones, tales como cobre, latón (ampliamente utilizado para la fabricación de piezas de espoletas) y otros.